# Scarabaeus jalof
Scarabaeus jalof es una especie de escarabajo del género Scarabaeus, familia Scarabaeidae. Fue descrita científicamente por Castelnau en 1840.
Habita en la región afrotropical (Senegal y Mauritania).